# 苏宁环球
苏宁环球股份有限公司（深交所：000718，Suning Universal，简称苏宁环球）是在深圳证券交易所上市的一家主要以房地产开发与管理，及建筑材料生产与销售的企业。

## 历史
苏宁环球为控股公司，所有房地产项目均由下属子公司开发。目前，公司共有六家全资子公司和控股子公司，包括南京天华百润投资发展有限公司，南京华浦高科建材有限公司，江苏乾阳房地产开发有限公司，长春苏宁环球房地产开发有限公司，北京苏宁环球有限公司和吉林市苏宁环球有限公司。
苏宁环球於2005年借殼上市(吉纸)。

## 資料來源
1. ↑   （页面存档备份，存于） 公司概况及下属子公司